# Casa di Brandeburgo
La casa di Brandeburgo, conosciuta anche come La Trappe, è stata una villa nobiliare costruita ad Hammersmith, oggi quartiere di Londra, da Sir Nicholas Crispe, un aristocratico realista gallese fedele a Carlo I Stuart, nella prima metà del XVII secolo. Fu per due secoli una delle più belle fra le dimore e ville che costeggiavano il Tamigi tra Chelsea e Chiswick. 
Saccheggiata durante la Guerra civile inglese dai parlamentaristi, quando l'esercito invase Hammersmith e i villaggi viciniori nel 1647, Lord Ferdinando Fairfax scelse l'edificio come suo quartier generale.
Il nipote di Sir Nicholas Crispe vendette nel 1683 la villa al Principe Rupert, mentre nel 1740 fu acquistata da George Bubb Dodington per Lord Melcombe. Quest'ultimo apportò considerevoli alterazioni, sia interne che esterne, alla struttura originaria, e ribattezzò la villa con l'inappropriato nome di La Trappe. Lo sfarzoso stile di vita che si conduceva nella villa fu satireggiato dallo scrittore Richard Cumberland, che fu spesso ospite di La Trappe in quegli anni. 
Alla morte di Lord Melcombe la villa passò a suo nipote Thomas Wyndham, e successivamente a Mrs. Sturt; fu poi acquistata, nel 1792, da Carlo Alessandro, ultimo Margravio di Anspach e Bayreuth, assumendo il nome con cui è principalmente ricordata. La proprietaria divenne così Elizabeth Craven, la Margravina, che però l'occupò solo per alcuni anni, essendosi alla morte del marito ritirata a Napoli, ove eresse Villa Craven su modello della Casa di Brandeburgo.
La principessa Carolina visse nella casa tra il 1820 e il 1821. Nel maggio 1822, dopo la morte della regina, i preziosi materiali contenuti nella villa furono venduti, e nei successivi mesi la villa fu rasa al suolo. Oggi sul sito sorgono edifici moderni, tra cui la Melcombe Primary School (il cui nome in memoria di Lord Melcombe).

## Architettura

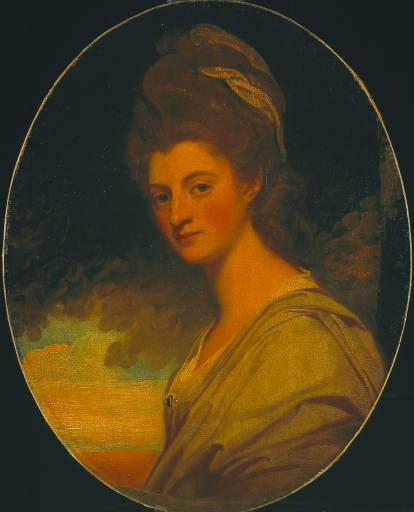
Lady Elizabeth Craven

La villa, costruita sul margine del grande fiume, alla periferia della metropoli londinese, mostrava una combinazione di riferimenti alle ville greche e romane (frutto delle modifiche in stile neoclassico apportate nel XVIII secolo) e allusioni all'edilizia locale.
Esibiva un lungo portico sulla facciata di fronte al Tamigi. All'interno, particolare rilievo assumeva la Stanza dei Dipinti, di spaziose proporzioni e splendidamente decorata da Lord Melcombe, in cui si apriva anche un camino ornato con sculture, rappresentanti principalmente il matrimonio di Iside con Osiride. Sulla parete, un grande ritratto di Federico II di Prussia, zio del Margravio, regalato dal monarca al suo illustre nipote, e sormontato da un canope abbellito dalle armi di Prussia.
La lunga Galleria,  anch'essa progettata da Lord Melcombe, era sorretta da colonne di lapislazzuli, ma fu successivamente rinnovata. Il soffitto era un lavoro di mosaico, finemente ornato. Erano esposti lungo tutta la Galleria quadri di Rubens (Diana e Atteone), Fragonard, Van Dyck, Canaletto (Il Ponte di Rialto), Carlo Dolci, Murillo, Gainsborough, e molti altri importanti pittori dell'epoca; erano presenti anche svariati ritratti del Margravio e della Margravina, tra cui uno dipinto da Élisabeth Vigée Le Brun.
Negli altri appartamenti, oltre importanti dipinti, erano presenti vasi cinesi, ritratti in bassorilievo della Margravina, un arazzo raffigurante Lucrezia, regalato al Margravio dal Papa, una copia da un dipinto da Murillo, raffigurante ragazzi che giocavano, opera della stessa Margravina da adolescente e molti splendidi busti e statue. In una piccola dépendance era custodita una collezione di miniature ed un medaglione d'argento di Carlo I Stuart e la sua Regina.
La Marble Hall era uno spazioso appartamento utilizzato come sala da pranzo, decorato con affreschi sui 12 mesi.